# Partille IF
Partille IF är en sportklubb som grundades 1924. Klubben har sektioner inom handboll och fotboll.

## Fotboll
A-laget i fotbollssektionen spelar för närvarande (2015) i Division 4A och har som främsta fostrade spelare Kim Källström. Hemmamatcherna spelas på Lexby IP, där man har tillgång till 3 gräsplaner(11-manna,7-manna och 5-manna) och en ganska ny konstgräsplan. Fotbollssektionen jobbar i första hand med ungdomsfotboll.
Handbollssektionen startade 1946 med dam- och herrlag. Damhandbollen har varit mest framgångsrikt och 1957 spelade man i dåvarande högsta damserien. På senare har föreningens haft ett damlag i division 1 men har nu ramlat ur den serien. Klubben har ett damjuniorlag i Junior Elit och 1 i Junior södra. Har också ett pojkar 2001 under uppstart med spelare från fotbollen. Hemmamatcherna spelas i Lexbyskolan.